# أروشة بايين (باقران)
أروشة بايين (بالفارسية: اروشه پایین) هي مستوطنة تقع في إيران في قسم باقران الريفي.